# 陳玉連
陳玉連（1981年3月16日—）是台灣傷健運動員。

## 比賽紀錄
- 2002年獲得遠東暨南太平洋殘障運動會一百和四百公尺金牌、二百公尺銀牌。
- 2003年獲得紐西蘭基督城世界輪椅運動會一百、二百、四百公尺銀牌。
- 2004年獲得雅典殘障奧運一百公尺第五、二百公尺第八名。
- 2005年獲得巴西世界輪椅暨截肢者運動會一百公尺金牌、二百和四百公尺銀牌。

## 榮譽
- 2003年獲頒救國團「青年獎章」。

## 外部連結
- Photo Story - 妳的生命是不斷地與風競速——陳玉連
- Yu-Lien Chen International Paralympic Committee